# Superdad
Pour plus de détails, voir Fiche technique et Distribution.
Superdad est un film américain réalisé par Vincent McEveety sorti en 1973.

## Synopsis
Charlie McCready est un père très inquiet. Considérant que les amies de sa fille Wendy ne sont pas de bonnes fréquentations, il décide par un moyen détourné de la faire changer d'école. Mais Wendy, arrivée dans sa nouvelle école, découvre l'obscur plan de son père. Alors que Wendy adopte une attitude rebelle, Charlie réalise qu'il a fait une grosse erreur.

## Fiche technique
- Titre original : Superdad
- Réalisation : Vincent McEveety assisté de Dub Grace (premier assistant), Dorothy Kieffer (seconde assistant)
- Scénario : Joseph L. McEveety d'après une histoire d'Harlan Ware
- Photographie : Andrew Jackson
- Montage : Ray de Leuw
- Direction artistique : John B. Mansbridge, William J. Creber
- Décors : John A. Kuri
- Costumes : Shelby Tatum (conception), Chuck Keehne, Emily Sundby
- Effets visuels : Eustace Lycett
- Effets spéciaux : Hans Metz
- Générique : Alan Maley
- Maquillage : Robert J. Schiffer
- Coiffures : La Rue Matheron
- Technicien du son : Herb Taylor (superviseur), George Ronconi (mixeur)
- Musique : Buddy Baker
  - Orchestration : Walt Sheets
  - Montage : Evelyn Kennedy
  - Chansons : Shane Tatum (These are the Best Times interprété par Bobby Goldsboro, Los Angeles, When I'm near You)
- Producteur : Bill Anderson, Christopher Hibler (associé)
- Société de production : Walt Disney Productions
- Distribution : Buena Vista Distribution
- Langue : anglais
- Durée : 96 minutes
- Date de sortie :
  - États-Unis : 14 décembre 1973

Sauf mention contraire, les informations proviennent des sources suivantes : Leonard Maltin, Mark Arnold, IMDb

## Distribution
- Bob Crane (VQ : Ronald France) : Charlie McCready
- Kurt Russell (VQ : André Montmorency) : Bart
- Barbara Rush (VQ : Louise Rémy) : Sue McCready
- Joe Flynn (VQ : Jean-Louis Millette) : Cyrus Hershberger
- Kathleen Cody : Wendy McCready
- Joby Baker (VQ : Victor Désy) : Klutch
- Dick Van Patten (VQ : Serge Turgeon) : Ira Kushaw
- Bruno Kirby (VQ : Ghyslain Tremblay) : Stanley
- Judith Lowry (VQ : Paule Bayard) : Mother Barlow
- Ivor Francis (en) : Dr. Skinner on TV
- Jonathan Daly : Rev. Griffith
- Naomi Stevens : Mrs. Levin
- Nicholas Hammond : Roger Rhinehurst
- Jack Manning : Justice of the Peace
- Jim Wakefield : House Manager
- Ed McCready : Cab Driver
- Larry Gelman : Mr. Schlimmer
- Stephen Dunne : TV Moderator
- Allison McKay : Secretary
- Leon Belasco : Limousine Driver
- Sarah Fankboner : Scout Girl
- Christina Anderson : The Gang
- Ed Begley Jr. : The Gang
- Don Carter : The Gang
- Joy Ellison : The Gang
- Ann Marshall : The Gang
- Mike Rupert : The Gang
- John Fiedler : Pharmicist in tv commercial

Source : Leonard Maltin, Dave Smith, Mark Arnold et IMDb

## Sorties cinéma
Sauf mention contraire, les informations suivantes sont issues de l'Internet Movie Database.
- États-Unis : 14 décembre 1973 (première à Los Angeles, en Californie[4]), 18 janvier 1974 (nationale[4])
- Royaume-Uni : 18 mars 1974, 18 juillet 1974 (Londres)
- Irlande : 19 juillet 1974
- Uruguay : 16 septembre 1976 (Montevideo)

## Origine et production
Superdad est une tentative supplémentaire du studio Disney de conquérir un public plus adulte, après par exemple Du vent dans les voiles (1970).
L'actrice Kathleen Cody participe au premier des trois films de son contrat avec Disney, la dernière femme à signer ce type de contrat avec le studio. Bob Crane espérait avec ce film relancer sa carrière après Papa Schultz mais ce ne fut pas le cas. Judith Lowry participe à l'un de ses derniers films avant de jouer aux côtés de Cloris Leachman dans la série Phyllis avant de s'éteindre en 1976. Joby Baker interprète le rôle de Klutch très éloigné du disc-jockey de la série Good Morning, World.
Le tournage du film a ét réalisé sur les collines de San Francisco, au Fisherman's Wharf, dans les maisons flottantes de Waldo Point de l'autre côté de la baie à Sausalito, au Wedge de Newport Beach et dans la zone de Back Bay. L'église utilisée pour la scène de mariage est la First Christian Chirch de Pasadena. La chanson utilisée lors de la cérémonie When I'm near You est devenue un classique des mariages.

## Sortie et accueil
Finalisé en 1972, le film n'a été diffusé qu'une année après. Le film n'a pas été un succès pourtant un film avec un scénario très proche a été réalisé par le studio Disney vingt en plus tard avec Gérard Depardieu My Father, ce héros (1994), remake américain du film français Mon père, ce héros (1991). Cette reprise a été un succès et Mark Anrold s'étonne de ce que deux décennies font sur le public. La scène de ski nautique est identique dans les trois films.
Le film a été diffusé dans l'émission The Wonderful World of Disney le 15 et le 22 février 1976 sur NBC puis en 1978. Le film est sorti en vidéo en 1985.

## Analyse
Cette tentative de film plus mature est un échec intéressant selon Mark Arnold. Mark Arnold s'étonne que les parents offrent du champagne à leurs enfants mineurs pour la réussite de Wendy à ses examens. Leonard Maltin considère ce film comme une bombe mais Mark Arnold n'y vois rien de mieux ou pire que les autres comédies de l'époque. Arnold n'apprécie pas la voix irritante de Bruno Kirby et les cris de fille de Bob Krane. Arnold associe ce film à la série des films de Dexter Riley à cause de la présence de Kurt Russell et plusieurs acteurs de sa génération, Joe Flynn et Dick Van Patten